# Клодт, Николай Александрович
Николай Александрович Клодт фон Юргенсбург (2 [14] октября 1865, Санкт-Петербург — 23 сентября 1918, Москва) — русский живописец-пейзажист, театральный художник.

## Биография
Николай Клодт родился 2 (14) октября 1865 года в Санкт-Петербурге. Он внук знаменитого своими конями на Аничковом мосту скульптора и литейного мастера П. К. Клодта. Его дядя — известный живописец М. П. Клодт, двоюродный дядя М. К. Клодт — русский художник-пейзажист второй половины XIX века.
Николай Клодт в 1886 году окончил Московское училище живописи, ваяния и зодчества. Преподавали ему рисование известные художники В. Е. Маковский и Е. С. Сорокин. В конце 1880-х — начале 1890-х годов он служил преподавателем в Училище изящных искусств художника-архитектора А. О. Гунста.
В 1880-е —1890-е годы Николай Александрович путешествовал по русскому северу, городам Волги. В 1900-е неоднократно совершал поездки по Кавказу, Крыму. В 1900 году посетил Париж, в 1906, 1908 — Бретань, Женеву, Биарриц, Нерви, Геную.
Известны полотна работы Николая Клодта «На севере. Финляндия», «Апрель», «Оттепель», «Путина», «В Самарканде», «Соловецкая бухта», «Кафе на берегу», «На Женевском озере», «На реке», «Ялта», «Базарный день», «Серый день», «Вечерние тени», «Осень», «Летний вечер», «Поезд самоедов», «Тундра», «Тайга у Байкала», «Осень на севере», «Туркестан», «Храм Шир-дор на площади Регистан в Самарканде». Клодт чувствовал природу остро и проникновенно, любил её. «Недооцененным мастером живописи» назвал Николая Клодта И. Э. Грабарь.
При подготовке к Всемирной выставке 1900 года проходившей в Париже Клодт принимал активное участие в оформлении российского павильона.
С 1901 года Николай Александрович работал театральным художником в театрах Москвы и Петербурга. В 1901 году совместно с Константином Коровиным оформил постановку балета «Конёк-Горбунок» в Большом театре. В 1903 году по эскизам Александра Бенуа оформил для Мариинского театра «Гибель богов». В 1914 году оформлял совместно с коллективом художников (К. А. Коровин, П. Я. Овчинников, В. С. Яковлев, С. И. Петров) постановку балета «Спящая красавица» в Мариинском театре. Много совместных работ Николай Александрович сделал в театре совместно с Константином Коровиным и Александром Головиным.
Николай Клодт участвовал в выставках Московского общества любителей художеств (1889, 1892—1895, 1897), МТХ (1893—1895, 1899, 1901), Товарищества передвижных художественных выставок (1894), «36-ти художников» (1901, 1902), «Союза русских художников» (1903—1917).
Умер Николай Александрович 23 сентября 1918 года. Похоронен на Ваганьковском кладбище (34 уч.)
Супруга — Мария Ивановна Варлей.

## Память
Ныне работы Николая Александровича Клодта представлены в экспозициях музеев Плёса (Плесский государственный историко-архитектурный и художественный музей-заповедник), Вологды (Вологодская областная картинная галерея), Санкт-Петербурга (Русский музей).

## Галерея
- Работы Николая Клодта
- Зимний пейзаж с мостиком и санями
- Каменистый берег
- Речной пейзаж
- Лесная дорога